# Beta Sagittae
Beta Sagittae (β Sagittae, förkortat Beta Sge, β Sge) som är stjärnans Bayerbeteckning, är en jättestjärna belägen i den mellersta delen av stjärnbilden Pilen. Den har en skenbar magnitud på 4,39 och är synlig för blotta ögat. Baserat på parallaxmätning inom Hipparcosuppdraget på ca 7,4 mas, beräknas den befinna sig på ett avstånd av cirka 440 ljusår (cirka 135 parsek) från solen.

## Egenskaper
Beta Sagittae  är en gul till vit jättestjärna av spektralklass G8 IIIa. Den har en radie som är ca 10 gånger större än solens och en effektiv temperatur på ca 4 850 K.